# Marcel Gensoul
Marcel-Bruno Gensoul (* 12. Oktober 1880 in Montpellier; † 30. Dezember 1973 in Val-de-Grâce) war ein französischer Admiral.
Marcel Gensoul war Marine-Präfekt in Lorient. 1940 war er Befehlshaber der französischen Kriegsschiffe, die im Hafen von Mers-el-Kébir von der britischen Marine während der Operation Catapult zerstört wurden.